# Молодёжное (Сахалинская область)
Молодёжное — село в Тымовском городском округе Сахалинской области России, в 19 км от районного центра.

## Население
| 2002 | 2010 | 2013 | 2021 |
| ---- | ---- | ---- | ---- |
| 909  | ↘772 | ↘732 | ↘627 |

По переписи 2002 года население — 909 человек (464 мужчины, 445 женщин). Преобладающая национальность — русские (90 %).